# Amfiboli

Amfiboli su vrlo važna grupa najčešće tamno obojenih stijenskih inosilikatnih minerala, koji se sastoje od dvostrukih lanaca [SiO4]-tetraedara, povezanih preko vrhova, te koji općenito sadrže ione željeza i/ili magnezija unutar svoje strukture. Amfiboli kristaliziraju u dva kristalna sustava, monoklinskom i rompskom. Po kemijskom sastavu i općim karakteristikama jednaki su grupi piroksena. 
Osnovna razlika između amfibola i piroksena je u tome što:
- amfiboli sadrže hidroksidni ion, [OH]-
- osnovna struktura amfibola sastoji se od dvostrukih lanaca [SiO4]-tetraedara, a kod piroksena to su jednostruki lanci

Kod velikih amfibolskih uzoraka najuočljivije su njihove kose ravnine kalavosti (pod približno 120°), dok su one kod piroksena pri otprilike 90°. Amfiboli su također specifično manje gusti od svojih piroksenskih parova. Optički, mnogi se amfiboli razlikuju prema jako izraženom pleokroizmu i prema manjem kutu kosog potamnjenja tj. kutu pri kojem dolazi do zamračenja u mikroskopu na ravninu simetrije. Amfiboli su primarni sastojci stijena koje nazivamo amfibolitima.
Amfibole nalazimo ili u magmatskim ili u metamorfnim stijenama; hornblende nalazimo u granitima, dioritima, andezitima. Amfiboli metamorfnog postanka uključuju one u vapnencima, koji su u iste došli putem kontaktnog metamorfizma (tremolit) te one koji su nastali alteriranjem iz drugih feromagnezijskih minerala (hornblenda). 
Pseudomorfi amfibola s piroksenima poznati su pod nazivom uraliti.

## Porijeklo imena
Ime "amfibol" (grč.: αμφιβολος/amfibolos = dvoznačno) prvi put je upotrijebio R. J. Haüy, i to za tremolit, aktinolit i hornblendu. Od tada se naziv "amfiboli" proširio na cijelu grupu. Poznate su mnogobrojne podvrste i varijeteti, a oni najvažniji mogu se svrstati u tri serije (vidi dolje). 

## Opća formula
Opća formula svih amfibola je A0-1B2C5[T8O22](OH,F,Cl)2.
- A = veliki kationi: Ca, Na, K, ponekad čak i Pb2+
- B = stalni kation: Ca, Mg, Mn2+, Zn, Fe2+, Ni, Co, Li+
- C = manji kationi: Mg, Fe2+, Fe3+, Mn2+, Mn3+, Li, Cr, Ti, Zr, Zn, Ni, Co
- T = kation: Si; no može i: Al, Ti4+, Be3+

## Grupe amfibola
Rompski amfiboli
- Antofilit (Mg,Fe)7Si8O22(OH)2)

Monoklinski amfiboli
- Tremolit Ca2Mg5[Si8O22](OH)2
- Aktinolit Ca2(Mg,Fe)5[Si8O22](OH)2
- Cummingtonit Fe2Mg5[Si8O22](OH)2
- Grunerit Fe7[Si8O22](OH)2
- Hornblenda Ca2(Mg,Fe,Al)5[(Al,Si)8O22](OH)2
- Glaukofan Na2Mg3Al2[Si8O22](OH)2
- Ribekit  Na2Fe2+3Fe3+2[Si8O22](OH)2
- Arfvedsonit Na3Fe2+4Fe3+[Si8O22](OH)2
- Krokidolit NaFe2+3Fe3+2[Si8O22](OH)2
- Richterit  Na2Ca(Mg,Fe)5[Si8O22](OH)2
- Pargasit NaCa2Fe2+4Fe3+[Si6Al2O22](OH)2

Od nabrojanih, tremolit, hornblenda i krokidolit, kao i njihovi važniji varijeteti - azbest i žad - pojavljuju se samostalno pod ovim nazivima. Zbog velikih varijacija u kemijskom sastavu, različiti članovi grupe također variraju u svojim karakteristikama i izgledu.
Antofilit je smećkasti mineral koji najčešće dolazi u vlaknastim do lamelarnim agregatima s hornblendom, unutar tinjčevih škriljavaca na Konsbergu (Norveška) i još nekim lokalitetima. Varijetet bogat aluminijem nazivamo gedrit, a tamnozeleni ruski varijetet, koji sadrži nešto željeza kupferit.
Hornblenda je važan sastojak mnogih magmatskih stijena. Također je važan sastojak amfibolita, koji nastaju metamorfozacijom bazalta. 
Aktinolit (što je zapravo naziv za seriju kristala mješanaca tremolita i feroaktinolita) važan je i česti član monoklinske serije, a formira zrakaste agregate žarkozelene (feroaktinolit) do sivozelene boje (tremolit). Ime (grč.: ακτις/aktis = zraka te λιθος/lithos = kamen) je zapravo grčki prijevod stare germanske riječi Strahlstein, što znači "zrakasti kamen".
Glaukofan, krokidolit, ribekit i arfvedsonit tvore donekle posebnu grupu alkalijskih amfibola. Prva dva su plavi, vlaknasti minerali, gdje se glaukofan pojavljuje u plavim škriljavcima, a krokidolit (ili plavi azbest) u željezovitim stijenama, a oboje su rezlutat dinamičkih metamorfnih procesa. Druga dva su tamnozeleni minerali koji se pojavljuju kao primarni sastojci magmata bogatih natrijem, kao što su npr. nefelinski sijeniti i fonoliti.
Pargasit je rijedak magnezijsko-natrijski amfibol kojeg obično možemo pronaći u ultrabazičnim stijenama. Npr., ima ga u ksenolitima unutar Zemljinog plašta, a bliže površini nose ga kimberliti. To je tvrdi mineral velike specifične gustoće, crn i većinom idiomorfan, s crveno-smeđim pleokroizmom u tankim izbruscima.

## Vanjske poveznice
- Mineral Galleries (engl.)
- Mindat.org (engl.)